# Sarcophaga borneensis
Sarcophaga borneensis är en tvåvingeart som först beskrevs av Shinonaga och Guilherme A.M.Lopes 1975.  Sarcophaga borneensis ingår i släktet Sarcophaga och familjen köttflugor. Inga underarter finns listade i Catalogue of Life.